# 12. skupina
Mezi prvky 12. skupiny periodické tabulky prvků patří zinek (Zn), kadmium (Cd), rtuť (Hg) a kopernicium (Cn). Elektronová konfigurace valenční elektronové slupky je ns2 (n-1)d10. I když nejsou známy sloučeniny, v nichž by měly tyto prvky nezaplněné orbitaly d, řadíme je mezi přechodné kovy.
Tyto prvky vytvářejí sloučeniny v oxidačním čísle II, u rtuti a kadmia se setkáváme i se sloučeninami v oxidačním čísle I. Často vytvářejí i komplexní sloučeniny, ale netvoří komplexy typu karbonylů.
Zinek, kadmium a rtuť se v přírodě vyskytují přirozeně. První dva jsou za standardních podmínek pevnými kovy a mají podobné vlastnosti. Rtuť je jediný kov, který je při pokojové teplotě kapalný. Zinek je velmi důležitý v biochemii živých organismů, kadmium a rtuť jsou naopak vysoce toxické. Kopernicium patří mezi transurany a v přírodě se nevyskytuje. Bylo syntetizováno uměle v laboratoři.
Prvky zinkové skupiny se nejčastěji vyskytují jako sulfidy. K jejich extrakci se sulfidy nejprve praží, poté redukují uhlíkem a nakonec destilují. Všechny jsou široce používány v různých slitinách. V současnosti jsou nezbytné pro elektrické a elektronické aplikace.

## Vlastnosti
| Název    | Zinek               | Kadmium         | Rtuť           | Kopernicium      |
| -------- | ------------------- | --------------- | -------------- | ---------------- |
| Bod tání | 693 K (420 °C)      | 594 K (321 °C)  | 234 K (−39 °C) | 283±11 K (10 °C) |
| Bod varu | 1180 K (907 °C)     | 1040 K (767 °C) | 630 K (357 °C) | 340±10 K (60 °C) |
| Hustota  | 7,14 g·cm−3         | 8,65 g·cm−3     | 13,534 g·cm−3  | 14,0 g·cm−3      |
| Barva    | stříbřitá modrošedá | stříbrnošedá    | stříbrná       | ?                |

## Etymologie
- Zinek - chemická značka Zn, latinsky zincum. Původ slova zinek není zcela jasný. Název kovu byl poprvé zdokumentován v 16. století a je pravděpodobně odvozen z německého zinke pro jehličkovitý vzhled svých krystalů. Zinke znamená česky bodec nebo zub.
- Kadmium - chemická značka Cd, latinsky cadmium. Bylo pojmenováno po kalaminu, směsi minerálů obsahujících kadmium. Tato směs byla již dříve pojmenována po řecké mytologické postavě - zakladateli Théb Féničanovi Kadmosovi, který měl usmrtit draka, jež pustošil zdejší krajinu.
- Rtuť - chemická značka Hg, latinsky hydrargyrum. Název pochází z latinských slov (hydr = voda, argyros = stříbro), protože je tekutá jako voda a lesklá jako stříbro. Rtuť se proto také nazývala živé stříbro. Je symbolicky spojena s planetou Merkur. Astrologický symbol planety Merkur je také jedním z alchymistických symbolů pro kov.
- Kopernicium - chemická značka Cn, latinsky copernicium. Dne 19. února 2010 při příležitosti výročí narození Mikuláše Koperníka byl tento prvek pojmenován copernicium.

## Historie objevů

### Zinek

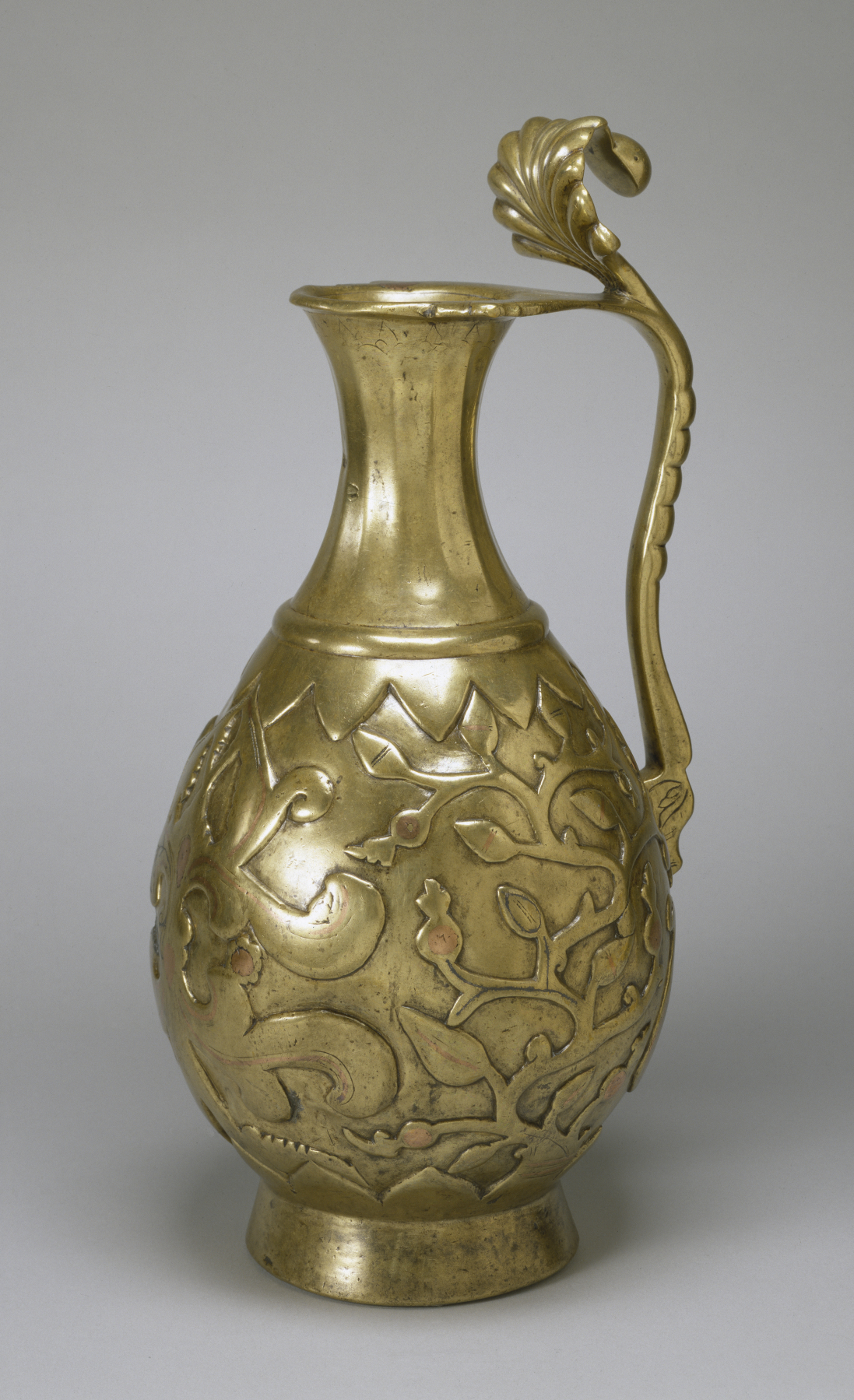
Mosazná nádoba

Již více než 2000 let se zinek používá v nečistých formách nebo ve slitinách, například jako mosaz (slitina mědi a zinku). V roce 1374 byl zinek uveden jako kov s názvem fasada v lékařském lexikonu připisovaném hinduistickému králi Madanapalovi (z dynastie Taka).
Čistý zinek se podařilo poprvé připravit ve 13. století v Indii a pak v Číně, kde se v období dynastie Ming v letech 1368–1644 používaly zinkové mince. V Evropě nebyla výroba zinku známa, a proto se zinek v 17. a 18. století dovážel z Číny. Kov znali i středověcí alchymisté, kteří se jej snažili využít k výrobě zlata a kamene mudrců.

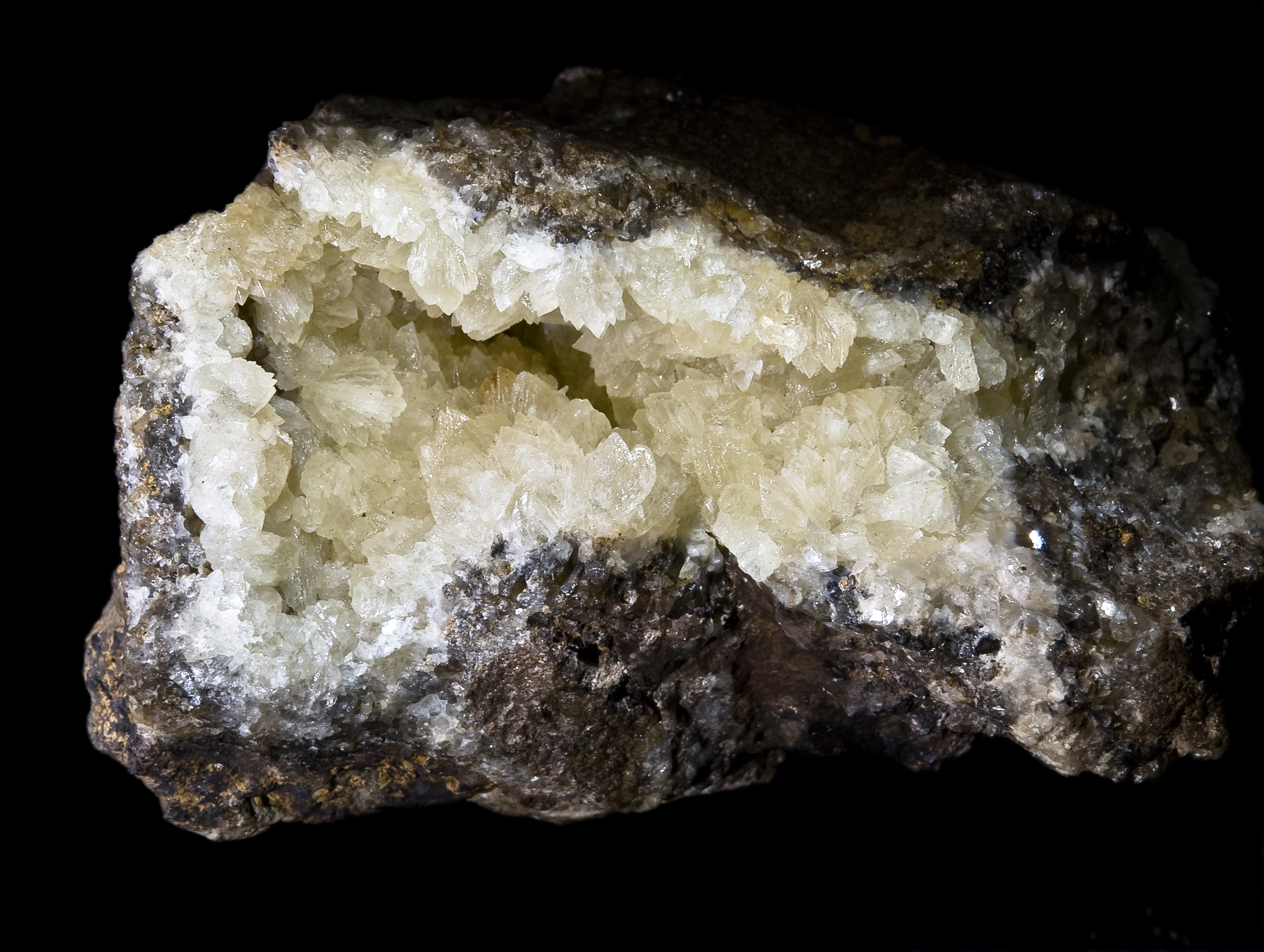
Kalamin

Izolace kovového zinku se podařila až v 18. století. V roce 1746 německý chemik Andreas Sigismund Marggraf připravil čistý kovový zinek při experimentu se zahřátím směsi kalaminu (minerál uhličitan zinečnatý) a dřevěného uhlí v uzavřené nádobě bez mědi. V roce 1780 pokusy italského lékaře a biofyzika Luigiho Galvaniho na žábách s mosazí vedly k objevu elektrických baterií a galvanického pokovování. V roce 1793 sestrojil italský fyzik Alessandro Volta první galvanický článek a později sériovým spojením těchto článků sestrojil i elektrickou baterii nazvanou Voltův sloup, který umožňoval relativně trvalý elektrický proud. 
První výroba zinku v Evropě započala na začátku 18. století v Anglii v oblasti Bristolu. Následovalo Slezsko a Belgie.
Biologický význam zinku byl objeven až v roce 1799, kdy byl popsán enzym se zinkem na svém aktivním místě, který odstraňuje z krve oxid uhličitý.

### Kadmium

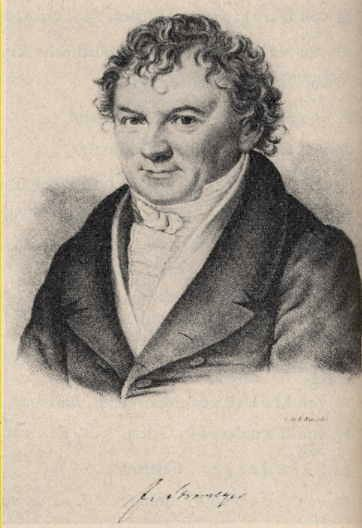
Friedrich Stromeyer (1776 - 1835)

V roce 1817 bylo kadmium objeveno Friedrichem Stromeyerem a Karlem Samuelem Leberechtem Hermannem v Německu jako nečistota v minerálech uhličitanu zinečnatého (kalamin). Stromeyer nakonec izoloval kovové kadmium pražením a redukcí sulfidu.
V roce 1927 Mezinárodní konference o váhách a mírách nově definovala metr jako červenou spektrální čáru kadmia (1 m = 1 553 164,13 vlnových délek). Tato definice byla změněna v roce 1960, kdy byl metr definován jako oranžovo-červená emisní čára v elektromagnetickém spektru atomu kryptonu-86 ve vakuu.

### Rtuť

Alchymistické značky pro kovy: 1 - cín, 2 - olovo, 3 - zlato, 4 - síra, 5 - rtuť, 6 - stříbro, 7 - železo

Rtuť byla nalezena v egyptských hrobkách z roku 1500 př. n. l. kdy se používala v kosmetice. Stejně ji používali i staří Číňané, kteří věřili, že zlepšuje a prodlužuje zdraví. V roce 500 př. n. l. byla rtuť používána k výrobě amalgámů (slitina rtuti s jinými kovy).  
Alchymisté ve středověku považovali rtuť za prvotní hmotu, ze které byly vytvořeny všechny ostatní kovy. Věřili, že různé kovy mohou být vyrobeny změnou kvality a množství síry obsažené ve rtuti. Rtuť byla používána při pokusech o transmutaci nečistých kovů v nejčistší kov - zlato, což bylo cílem mnoha alchymistů.

### Kopernicium
Kopernicium je nejtěžší známý prvek 12. skupiny. Poprvé bylo vyrobeno v roce 1996 Sigurdem Hofmannem a Victorem Ninovem v ústavu Gesellschaft für Schwerionenforschung (GSI) v německém Darmstadtu v Hesensku.  V den 537. výročí narození Mikuláše Koperníka 19. února 2010 byl tento prvek pojmenován copernicium.

## Jednotlivé prvky

### Zinek

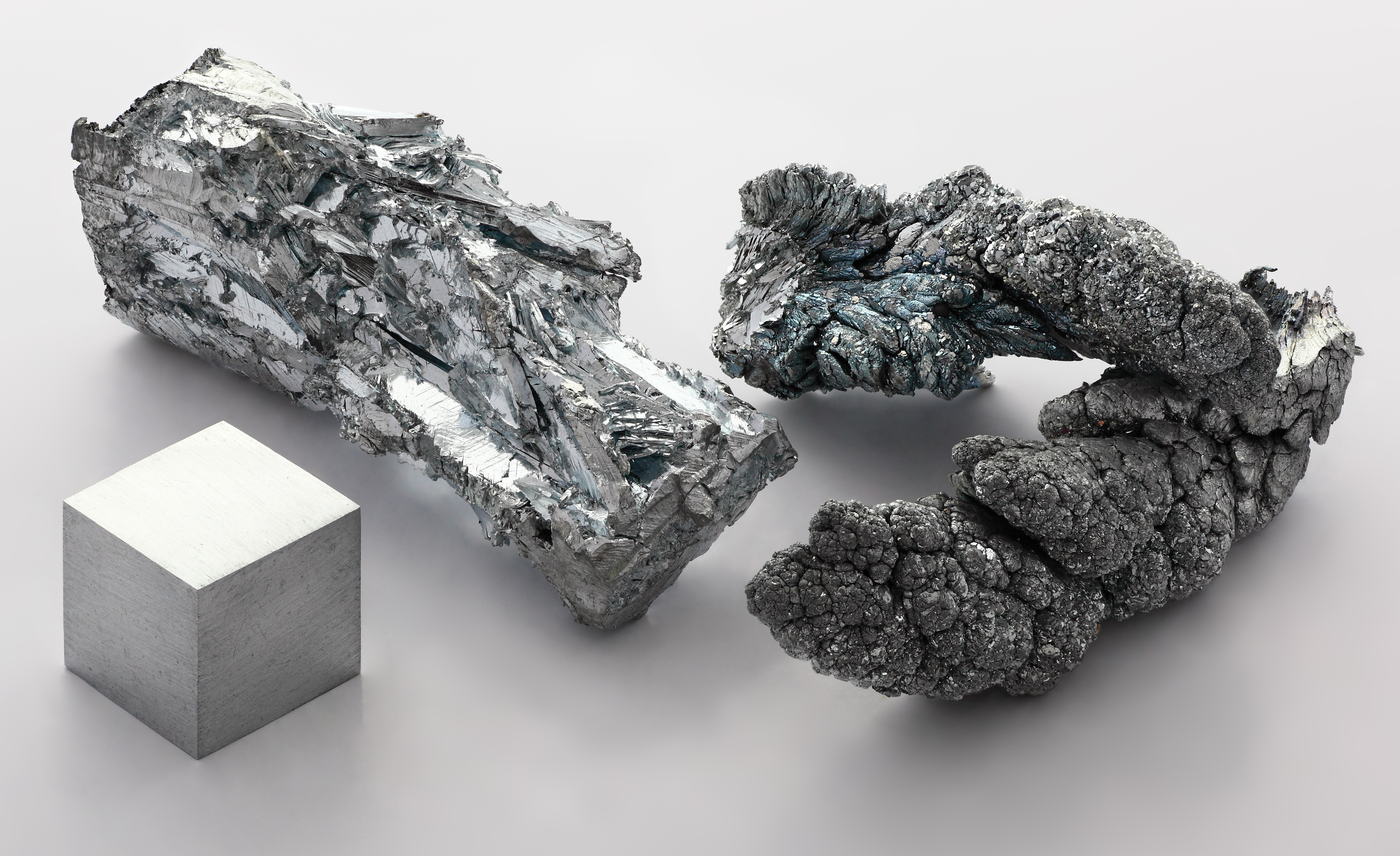
Zinek

Zinek je měkký lehce tavitelný modrošedý kov se silným leskem, který však na vlhkém vzduchu ztrácí. Za normální teploty je křehký, v rozmezí teplot 100–150 °C je tažný a dá se válcovat na plech a vytahovat na dráty. Nad 200 °C je opět křehký a dá se rozetřít na prach. Zinek je velmi snadno tavitelný a patří k nejsnáze těkajícím kovům. Tepelná vodivost zinku je poloviční a elektrická vodivost čtvrtinová, než je vodivost stříbra. Při teplotách pod 0,875 K je supravodivý.
V zemské kůře je zinek poměrně bohatě zastoupen. Velká naleziště zinkových rud (zejména sfaleritu a smithsonit), se nacházejí v Kanadě, Spojených státech amerických a v Austrálii.

### Kadmium

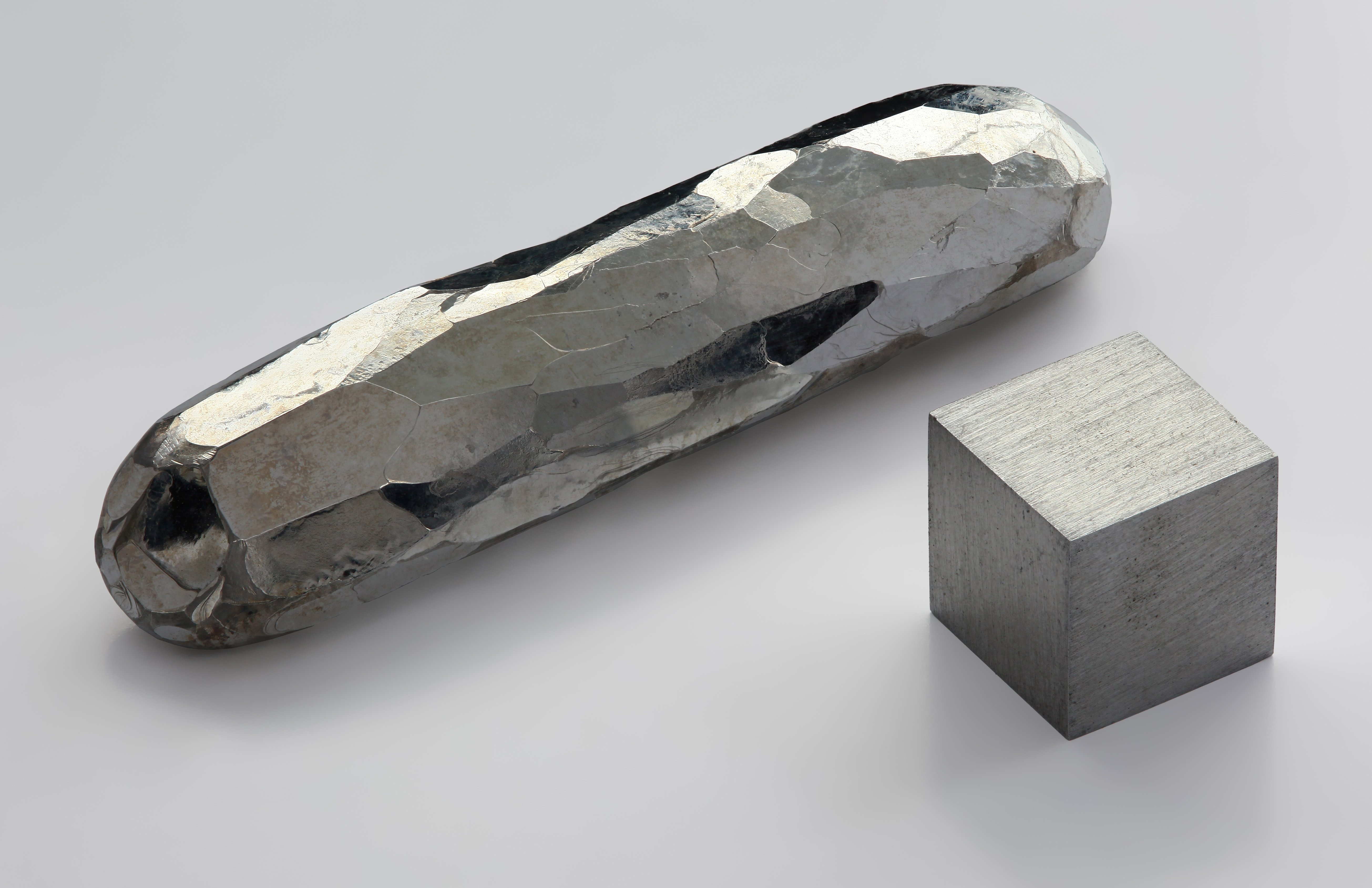
Kadmium

Kadmium je šedostříbrný, měkký, lehce tavitelný, toxický kovový prvek. Dobře vede elektrický proud a za teplot pod 0,517 K se stává supravodičem.
Na vzduchu je kovové kadmium stálé, ale v atmosféře kyslíku je možné jej zapálit za vzniku oxidu kademnatého CdO. Do ovzduší přechází ve formě těkavých sloučenin již při teplotě 480 °C. V silných minerálních kyselinách je kadmium dobře rozpustné za vývoje plynného vodíku.
V zemské kůře je kadmium vzácným prvkem. V přírodě se vyskytuje jako příměs rud zinku a někdy i olova. K oddělení kovů se používá destilace.
Kadmium slouží jako součást různých slitin a k povrchové ochraně jiných kovů před korozí. Vzhledem k jeho toxicitě je jeho praktické využití omezováno na nejnutnější minimum. Oblasti zvláště ohrožené tímto kovem jsou Japonsko a Střední Evropa.

### Rtuť

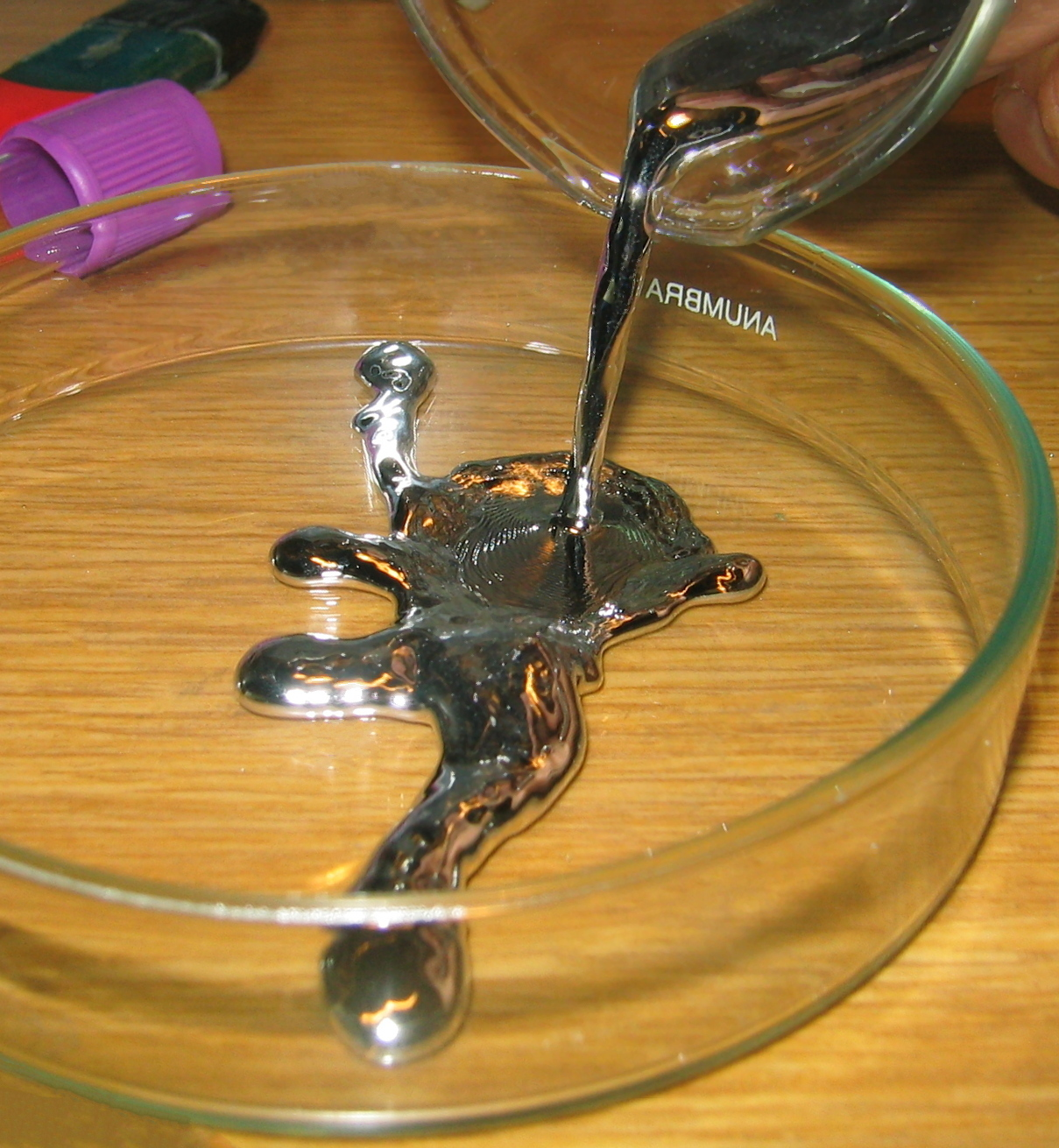
Rtuť

Rtuť patří mezi těžké kovy stříbřité barvy. Je jediným z kovových prvků, který je za normálních podmínek kapalný. Je nápadně těžká a dobře vede elektrický proud. Je supravodičem za teplot pod 4,154 K (Hg - α) a 3,949 K (Hg - β).
Rtuť je jedovatá a některé sloučeniny rtuti se řadí mezi velmi toxické látky. Slouží jako součást slitin (amalgámů) a jako náplň různých přístrojů (teploměry, barometry).

### Kopernicium
Kopernicium patří mezi transurany. Je to silně radioaktivní kovový prvek, připravovaný uměle v cyklotronu nebo urychlovači částic.
Kopernicium doposud nebylo izolováno v dostatečně velkém množství, aby bylo možno určit všechny jeho fyzikální a chemické vlastnosti. Podle polohy v periodické tabulce prvků by svými vlastnostmi mělo připomínat rtuť.